# Starowice (Borne Sulinowo)
Starowice (deutsch Groß Zacharin, früher Zacharin) ist ein Dorf in der Landgemeinde (Gmina) Borne Sulinowo (Groß Born) im Powiat Szczecinecki  (Neustettiner Kreis) der polnischen Woiwodschaft Westpommern.

## Geographische Lage
Das Dorf liegt im Netzedistrikt im ehemaligen Westpreußen, etwa dreißig Kilometer nördlich von Deutsch Krone (Wałcz), acht Kilometer westsüdwestlich von Groß Born (Borne Sulinowo) und sieben Kilometer nördlich von Rederitz (Nadarzyce).

## Geschichte
Zeitweilig verlief durch das hiesige Siedlungsgebiet die Grenze zwischen Pommern und der Neumark, und es gab sowohl ein pommersches als auch ein neumärkisches Dorf Zacharin, letzteres Märkisch Zacharin genannt, die nur durch ein Flüsschen getrennt waren. Märkisch Zacharin war im Übrigen von westpreußischen Dörfern umgeben. Das neumärkische Dorf wurde nach 1783 zu Westpreußen geschlagen und später Groß Zacharin genannt. Der Freischulze in Groß Zacharin hatte ein Privilegium des Markgrafen von 1691. Im Jahr 1791 wohnten in dem Dorf außer dem Freischulzen noch ein Müller, 21 Bauern und elf Katen-Besitzer.
Um 1930 hatte die Gemeinde Groß Zacharin eine 17,9 km² große Gemarkungsfläche, und im Gemeindegebiet, in dem Groß Zacharin der einzige Wohnplatz war, standen 47 bewohnte Wohnhäuser.
Am 1. Oktober 1941 wurde ein Teil der Gemarkung des Dorfs an den Truppenübungsplatz Groß Born abgetreten.
Im Jahr 1945 gehörte Groß Zacharin zum Landkreis Deutsch Krone im Regierungsbezirk Grenzmark Posen-Westpreußen der preußischen Provinz Pommern des Deutschen Reichs. Groß Zacharin war dem Amtsbezirk Rederitz zugeordnet.
Im Februar 1945 wurde Groß Zacharin von der Roten Armee besetzt. Nach Beendigung der Kampfhandlungen wurde die Region seitens der sowjetischen Besatzungsmacht zusammen mit ganz Hinterpommern und der südlichen Hälfte Ostpreußens – militärische Sperrgebiete ausgenommen – der Volksrepublik Polen zur Verwaltung überlassen. Es wanderten nun Polen zu. Groß Zacharin wurde unter der polnischen Ortsbezeichnung „Starowice“ verwaltet. Die einheimische Bevölkerung wurde von der polnischen Administration aus Groß Zacharin vertrieben.

### Demographie
| Jahr | Einwohner | Anmerkungen                                                   |
| ---- | --------- | ------------------------------------------------------------- |
| 1818 | 213       | Dorf, königliche Besitzung                                    |
| 1864 | 370       | sämtlich Evangelische                                         |
| 1910 | 248       | am 1. Dezember, darunter 246 Evangelische und zwei Katholiken |
| 1925 | 247       | darunter 245 Evangelische und zwei Katholiken                 |
| 1933 | 265       | [ 9 ]                                                         |
| 1939 | 272       | am 17. Mai                                                    |

## Kirche
Die Protestanten der bis 1945 anwesenden Dorfbevölkerung gehörten zum evangelischen Kirchspiel Groß Zippnow.